# Wēijī

Il termine wēijī (in Pinyin, mentre è 危機 in cinese tradizionale e 危机 in cinese semplificato; Wade-Giles: wei-chi) è di frequente invocato nei discorsi motivazionali insieme all'affermazione non vera che i caratteri di cui è composta rappresentino sia il concetto di "crisi" che quello di "opportunità". In realtà l'affermazione è mutuata dalla errata convinzione diffusa negli Stati Uniti d'America che i due caratteri significhino uno "pericolo" e l'altro "opportunità". Molti linguisti considerano questa idea una colorita pseudoetimologia, poiché jī da solo non significa necessariamente "opportunità".

## Analisi diwēijī
Victor H. Mair della Università della Pennsylvania ha chiamato l'interpretazione popolare di wēijī nel mondo anglofono una "idea sbagliata largamente diffusa". In effetti, wēi (危) significa approssimativamente "pericolo, pericoloso; mettere in pericolo, rappresentare un pericolo; periglioso; precipitoso, precario; alto; paura, timoroso" (come in wēixiăn 危险, "pericoloso"), ma la parola polisema jī (机) non significa necessariamente "opportunità". La composizione jīhuì (机会) significa "opportunità", ma jī è solo una parte di essa; jī assume numerosi significati, tra cui "macchina, meccanico; aeroplano; occasione adatta; punto cruciale; perno; momento incipiente; opportuno, opportunità; occasione; collegamento chiave; segreto; inganno".  Mair suggerisce che jī in wēijī sia più vicino a "punto cruciale" che a "opportunità".

## Origini
Benjamin Zimmer ha percorso a ritroso la storia di weiji nell'inglese addirittura fino a un editoriale anonimo in un giornale per missionari in Cina. L'uso del termine ha probabilmente guadagnato la sua importanza quando John F. Kennedy tenne un discorso a Indianapolis il 12 aprile 1959:
Scritta in cinese la parola crisi è composta di due caratteri.
Uno rappresenta il pericolo e l'altro rappresenta l'opportunità.
Kennedy utilizzava questo tropo regolarmente nei suoi discorsi ed in seguito Richard Nixon e altri lo fecero proprio. L'uso è stato adottato da consulenti finanziari e oratori motivazionali e ha guadagnato grande popolarità nelle università e nella stampa popolare. Per esempio, nel 2007, Condoleezza Rice ha ripetuto l'equivoco durante le trattative di pace per il Medio Oriente, e lo ha fatto anche Al Gore nella sua testimonianza davanti alla Commissione Energia e Commercio della Camera dei rappresentanti degli Stati Uniti, e nel suo discorso di ringraziamento per il Premio Nobel per la pace.
Alcuni linguisti hanno attribuito il successo di questa cattiva interpretazione al fatto di averla a portata di mano come strumento retorico e come "chiamata alle armi" in chiave ottimistica. A causa dell'attrazione esercitata da questa pseudoetimologia, Mair ha suggerito che la sua popolarità sia in parte dovuta al "pio desiderio" ("wishful thinking").